# 萨日 (瓦兹河谷省)
萨日（法語：Sagy，法語發音：[saʒi] ⓘ）是法国法兰西岛大区瓦兹河谷省的一个市镇，位于该省南部偏西，属于蓬图瓦兹区。

## 地理
萨日（49°3'1"N, 1°57'7"E）面积10.53 平方千米，位于法国法蘭西島大區瓦兹河谷省，该省份为法国北部内陆省份，北起瓦兹省，西接厄尔省，南至塞纳-圣但尼省、上塞纳省和伊夫林省，东临塞纳-马恩省。
与萨日接壤的市镇（或旧市镇、城区）包括：阿布莱日、维奥讷河畔库尔塞勒、皮瑟蓬图瓦兹、库尔迪芒什、默尼库尔、孔代库尔、隆盖斯。

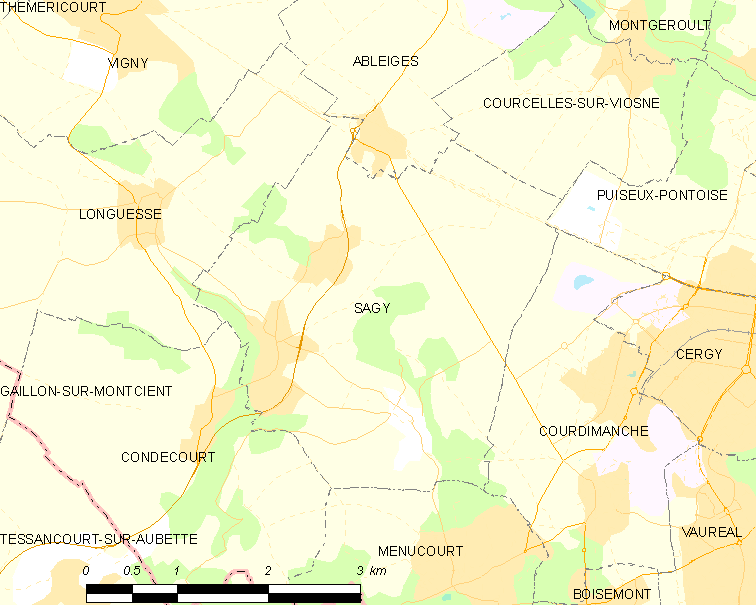
的OSM定位图

萨日的时区为UTC+01:00、UTC+02:00（夏令时）。

## 行政
萨日的邮政编码为95450，INSEE市镇编码为95535。

## 政治
萨日所属的省级选区为沃雷阿勒县。

## 人口

1962-2008年间人口变化图示

萨日于2022年1月1日时的人口数量为1100人。